# Château de Decize
 (septembre 2019).
Le château des Comtes et Ducs de Nevers se situe sur les hauteurs de la ville de Decize au sud de l'ancienne province du Nivernais.

## Historique

### Origine
Les origines du site où est implanté l’ancien château des comtes et ducs de Nevers se perdent dans la nuit des temps puisque l’on garde, au cœur de la place forte, les vestiges d’un temple gallo-romain. La mention la plus ancienne dont les archives gardent la trace date de la fin du XIe siècle.

### Moyen-âge[2]
Le XIIe siècle est représenté par le donjon qui dans la partie nord se termine comme un éperon. Aux XIIe et XIIIe siècles une grosse campagne de construction est lancée pour établir le « château vieux » par opposition au « château neuf » du XVe siècle. Le système défensif (tours, courtines) ainsi que les logis du seigneur sont bâtis à cette époque.
La seconde période importante se situe aux XIVe et XVe siècles. C’est le remaniement des logis qui marque cette période. Le système défensif du XIIe siècle est conservé mais on repense les ouvertures de tir et on construit des chemises autour des anciennes murailles pour ouvrir plus largement des fenêtres sur les logis. Le donjon et la partie du château donnant sur la Loire avec ses échauguettes bénéficient de ces remaniements.
Les grands du comté affectionnaient beaucoup la ville de Decize comme en témoignent les constructions, réparations ou embellissements qu’ils commandèrent pour ce qui était pour eux une luxueuse résidence secondaire. Ainsi Mahaut de Courtenay, Jean Tristan (fils de Saint-Louis) au XIIIe siècle; Louis II de Maële et Philippe le Hardi, au XIVe siècle; Bonne d’Artois (veuve de Philippe II), au XVe siècle; Marie d’Albret au XVIe siècle et enfin les Mancini-Mazarini aux XVIIe et XVIIIe siècles ont à chaque époque signé leur passage au château.
La dernière période de construction qui marque profondément le château date du XVIe siècle. Les logis sont ré-articulés grâce à un monumental escalier circulaire et à une grandiose galerie couverte.
Par ailleurs, le dépouillement des archives apporte de nombreuses et précieuses informations: notamment, les comptes de travaux conservés aux archives départementales de la Côte-d’Or et datant des années 1357 à 1405, nous éclairent sur l’ampleur, la richesse du château, mais aussi sur les noms des chambres, des salles, des tours. D’autres documents nous renseignent sur les travaux effectués aux ponts levis, aux prisons, aux cuisines, au pressour (pressoir)... sans que l’on puisse et la plupart du temps mettre en relation ces citations avec la situation sur le terrain[réf. souhaitée]. Il faut dire, pour expliquer l’état de ruine et la difficulté d’interprétation, que d’une part, le château a été régulièrement utilisé et donc remanié au cours des siècles, du XIIe siècle au XVIe siècle. D’autre part, ce dernier a été vendu à la fin du XVIIIe siècle à un notaire de Decize par le dernier duc du Nivernais, Jules Barbon Mancini-Mazarini (petit neveu de Mazarin) pour être dépecé et cédé pierre par pierre.

### Vente du château et démolition
Les clauses de cette vente de 1778, la découverte dans la ville de nombreuses pierres taillées et gravées de signes lapidaires ainsi que la conservation in-situ de quelques pierres pareillement marquées, incitent à penser que la ville de Decize aurait profité de cette manne pour la construction de bon nombre de ses maisons. L’observation du cadastre napoléonien conforte dans cette idée : beaucoup des maisons construites à la fin du XVIIIe siècle et dans le second tiers du XIXe siècle remploient des pierres provenant du château. On peut recenser une majorité de signes lapidaires alphabétiques (M ou W, H ou I, V, Z ou N...), mais aussi des signes provenant du répertoire numérique (6 ou 9, 4, 8...) ou encore des marques purement géométriques (ancres, delta, barres simples ou doubles ou triples, croix complexes...). Si quelques-uns de ces signes sont des marques de pose (signes gravés par le tailleur de pierre pour indiquer le sens de pose de la pierre), la plupart sont des marques de tâcherons[réf. souhaitée]. 

### Période moderne
Ne sont conservés que les premiers niveaux d’élévation (excepté pour le donjon) des différents corps de logis nouvellement dégagés et mis en valeur[réf. souhaitée].
Le château est inscrit au titre des monuments historiques par arrêté du 14 septembre 1932.
Un belvédère, aménagé sur les ruines du château, surplombe aujourd’hui la ville, la Loire et les environs. 

### Lens externes
- Ressource relative à l'architecture :   - Mérimée